# Iwan Kapuszczak
Iwan Kapuszczak (ukr. Іва́н Капуща́к, ur. 17 listopada 1807 w Lachiwcach koło Bohorodczan – zm. 17 października 1868 tamże) – ukraiński działacz polityczny i społeczny Galicji.
Był działaczem chłopskim i diakiem w Liachiwcach. W 1848 został wybrany posłem do parlamentu austriackiego. 

## Literatura
- Encyklopedia ukrainoznawstwa, tom 3, s. 957, Lwów 2000, ISBN 5-7707-4048-5. (ukr.)